# ونوس میلو

تندیس آفرودیت

آفرودیتهٔ میلو (یونانی: Αφροδίτη της Μήλου) که با نام ونوسِ میلو (فرانسوی: Venus de Milo) نیز مشهور است، تندیسی است از آفرودیته (در روم: ونوس) در دورهٔ یونان باستان که اکنون در موزه لوور پاریس جای دارد. با توجه به نوشتهٔ پایهٔ تندیس، آن را اثر اسکندر آنتیوخی می‌دانند.
مجسمه مرمری آفرودیته نیمه‌برهنه که در جزیره میلوس یونان پیدا شد و اکنون در موزه لوور است. بازوان این مجسمه شکسته‌اند.(دست چپ مجسمه که سیبی را گرفته‌است، بعداً در همان نزدیکی پیدا شد) ونوس میلو شیوه‌های مختلف مجسمه‌سازی یونانی را نشان می‌دهد:
سر از شیوه اواخر سده پنجم ق.م. برهنگی از شیوه سده چهارم ق.م. و چرخش بدن از شیوه هلنیستی پیروی می‌کند. این مجسمه نمونه شاخصی از کلاسیک‌گرایی اواخر سده دوم ق.م. است.

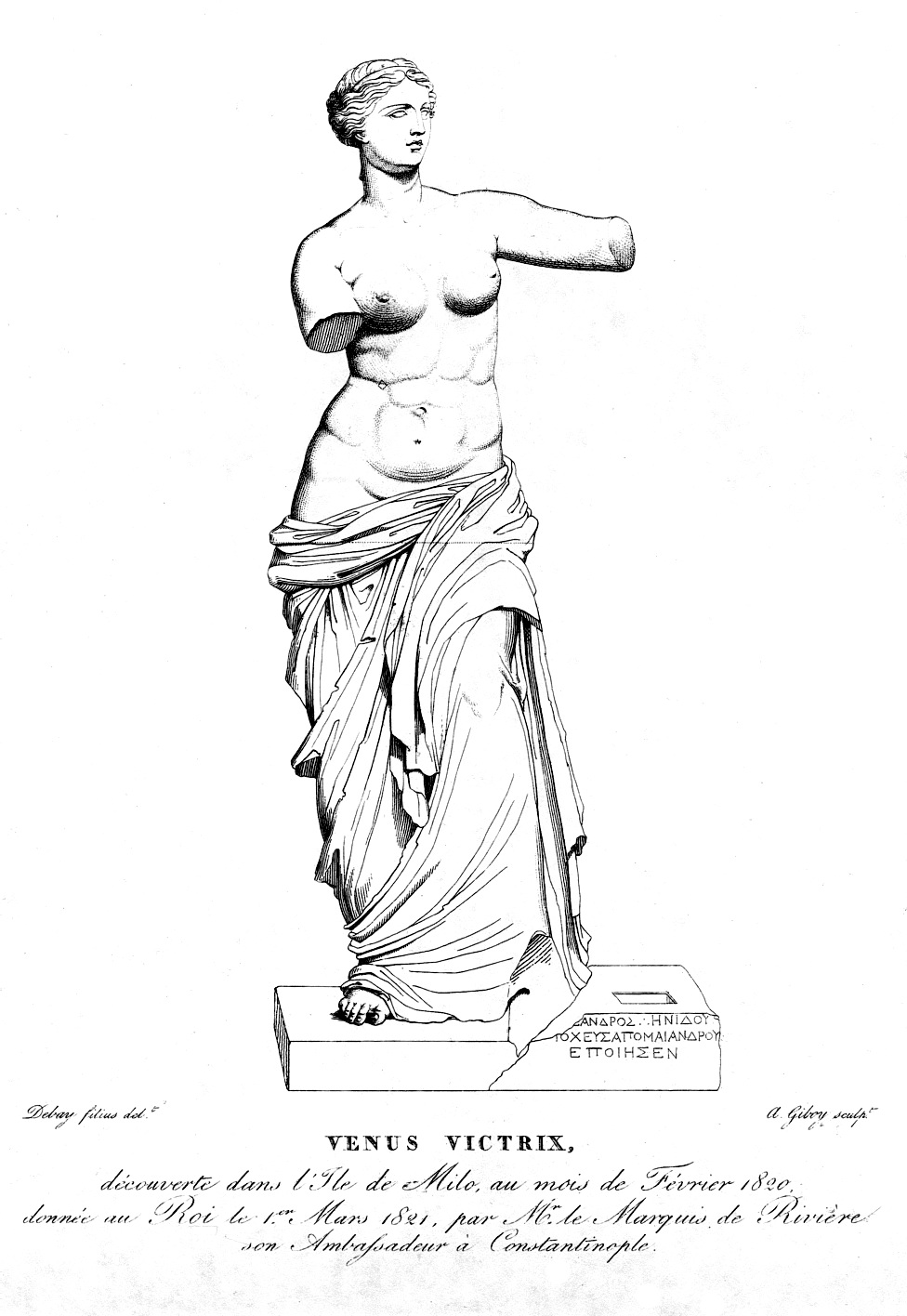
یک طراحی از تندیس آفرودیته